# تترااتیل‌آمونیوم کلرید
تترااتیل‌آمونیوم کلرید (TEAC) یک ترکیب آمونیوم نوع چهارم با فرمول شیمیایی (C۲H۵)۴N+Cl− است که گاهی به صورت Et۴N+Cl− نوشته می‌شود. از نظر ظاهری، جامد جاذب رطوب، بی رنگ و بلورین است. از این ماده به عنوان منبع یون‌های تترااتیل‌آمونیوم در مطالعات فارماکولوژیکی و فیزیولوژیکی استفاده می‌شود، همچنین در سنتز ترکیبات آلی نیز کاربرد دارد.

## همچنین ببینید
- تترااتیل‌آمونیوم
- تترااتیل‌آمونیوم برمید
- تترامتیل‌آمونیوم کلرید